# 小行星5866
小行星5866（英語：5866 Sachsen）是一颗围绕太阳公转的小行星。1988年8月13日，佛蒙特·伯根在陶腾堡发现了此天体。
这颗小行星的绝对星等为250.050844213709等。